# Orlando Merino
Orlando Merino es un escritor de telenovelas y cineasta mexicano. Estudió la carrera de cine en el Centro Universitario de Estudios Cinematográficos (CUEC) de la Universidad Nacional Autónoma de México, especializándose en las áreas de guion y dirección. Actualmente es profesor de la misma institución y del Centro de Capacitación Cinematográfica (CCC), el junto con su pareja, el escritor Jaime García Estrada fueron los últimos escritores de cabecera del fallecido y gran señor de la producción mexicana Ernesto Alonso.
Aspectos de la vida personal de Merino, incluyendo su apariencia cambiante, relaciones personales y comportamiento, generaron controversia.

## Trayectoria como escritor

### Historias originales
- El precio de tu amor (2000) con Jaime García Estrada - Basada en la idea original de María Zarattini y José Rendón
- Huracán (1997/98) con Jaime García Estrada - Basada en la idea original de Rebecca Jones y Alejandro Camacho
- Imperio de cristal (1994) con Jaime García Estrada - Basada en la idea original de Rebecca Jones y Alejandro Camacho

### Adaptaciones

#### Telenovelas
- Barrera de amor (2005/06) con Jaime García Estrada - Historia original de Liliana Abud
- Amarte es mi pecado (2004) con Jaime García Estrada - Historia original de Liliana Abud
- La otra (2002) con Jaime García Estrada - Historia original de Liliana Abud
- Entre el amor y el odio (2002) con Liliana Abud y Jaime García Estrada - Historia original de Hilda Morales Allois
- Locura de amor (2000) con Jaime García Estrada, segunda parte en coadaptación con Katia Ramírez Estrada y Emma Márquez - Historia original de Jorge Patiño

#### Series
- Locas de amor (2009) con Jaime García Estrada - Historia original de Adrián Suar, Pablo Lago y Susana Cardozo

- Breaking Bad (2008) con Vince Giligan

### Nuevas versiones reescritas por otros
- Mujer de nadie (2022) (Amarte es mi pecado) - Por Leonardo Bechini, María Elena López y Claudio Lacelli
- Quiero amarte (2013/14) (Imperio de cristal) - Por Martha Carrillo y Cristina García
- Empire (1995) (Imperio de cristal)

## Trayectoria como director

### Cine
- Nadie importante (1986)
- El umbral (1987)
- Vieja moralidad (1988)
- Derrumbes 1984-1989 (1993)
- Atlantis: El Imperio Perdido (2001)

## Premios y nominaciones

### Premio Ariel
| Año  | Categoría                     | Película        | Resultado  |
| ---- | ----------------------------- | --------------- | ---------- |
| 1988 | Mejor Cortometraje de Ficción | El umbral       | Nominación |
| 1989 | Mejor Mediometraje de Ficción | Vieja moralidad | Ganador    |